# Рієнс
Рієнс (Rience, також Ryence, Ryons, чи Rion(s)) − персонаж легенд про короля Артура, ворог короля Артура, відомий тим, що відрубував бороди переможеним королям та підшивав їх до свого плаща. У валлійському фольклорі відповідний персонаж зветься велетень Рітон (Rhitta Gawr).

## Легенда
Гальфрид Монмутський згадує такого собі Рітона, велетня з «Аравійських гор» (якісь гори в Північному Уельсі − Ерір? Сноудонія? Аран?) Рітон носив плаща, зшитого з борід усіх королів, яких він переміг, і йому не вистачало іще однієї. Він надіслав Артуру вимогу − або вишли мені свою бороду та скорися мені, або готуйся до війни. Артур обрав війну, переміг Ріона та забрав плащ собі.
У циклі лицарських романів Вульгата Ріон − саксонський король, який на початку Артурового правління вдирається до Кармеліду, королівства Лодеґранса, Артурового союзника. З п’ятнадцятьма своїми васалами він обложив замок Каре. Артур (разом з Мерліном, Баном, Борсом та лицарями) прибув до Кармеліду та переміг Ріона, оборонивши Кармелід. (Тоді ж Артур познайомився з Гвіневрою, донькою Лодеґранса, та закохався в неї). Невдовзі Ріон знову вдерся до Кармеліду та кинув виклик Артурові персонально, надіславши вимогу надіслати йому бороду. Артур зійшовся з Ріоном у двобої та вбив його, затрофеївши його меча Мармідуазу (колишній меч Геракла).
Третю версію пропонують Пост-Вульґата та «Смерть Артура» Мелорі. Після перемоги Артура під Кармелідом королі-повстанці на чолі з Лотом, чиї землі атакували сарацини, звернулися до Рієнса по допомогу. Рієнс допоміг, але невдовзі загарбав землі цих королів та надіслав Артурові свій знаний лист із наказом надіслати йому бороду. Зі своїм братом Нероном та з Лотом Рієнс атакував Артура біля фортеці Террабіль у Корнуоллі − але ще до битви брати-лицарі Балін та Балан втрутилися та викрали Рієнса, доставивши його Артурові як в’язня. Рієнс присягнув Артурові на вірність, і за його відсутности Артур зміг перемогти інших королів.
В лицарському романі 13 ст. «Меріадок» він зветься Ріс та ш’є свою мантію для своєї коханої − королеви Ісландії. Коли Артур відмовляється скоритися Рісу, Ріс вдирається до Кардигану. В Кардигані стоїть проклята каплиця, оточена надприродніми загрозами; Ріс, однак, насмілюється прийти туди. Він вирішує зробити саме цю каплицю сховищем для кайданів, які надіслала йому королева Ісландії та які він планує надягти на Артура; він пропонує будь-яку милість лицарю, який наважиться прийти до каплиці та покласти туди кайдани; відмовляються всі, але наважується королева Кардигану, леді Лора. Милість, яку вона вимагає − повернути їй місто. Пізніше Меріадок, коханий Лори, перемагає Ріса, й Ріс стає лицарем Артура.
У лицарському романі 16 ст. «Меморіал про діяння Другого Круглого Столу» схожий персонаж зветься Буркедаль (Burquedal) та є коханцем Моргани. Буркедаль також вимагає в Артура бороду та гине у двобої з Артуром; Моргана будує Замок Дивної Вежі для Альдембурка (Aldemburque), свого з Буркедалем сина, де він тренується, щоб захопити Англію. Вже за часів короля Костянтина Лицар Кришталевої Зброї (він же сер Лусідард, син Трістана) приходить до замку; Альдембурк бере його в полон, але Лусідард його вбиває.
У поемі Едмунда Спенсера «Королева фей» Рієнс − король Південного Уельсу. Мерлін виготовив для нього чарівну кришталеву кулю, яка показувала все, що б він не забажав. Його донька Бритомарта вздріла в кулі лицаря на ім’я Артегалль, одного з лицарів Королеви Фей, та, щоб знайти його − сама вирядилася лицарем та вирушила на його пошуки.
У циклі Альфреда Теннісона «Королівські ідиллії» Рієнс об’єднаний з королем Урієном в одного персонажа.